# Hutch Dano
Hutchings Royal "Hutch" Dano (Santa Mónica, California, 21 de mayo de 1992), también conocido como "Farenheit 51", es un actor y rapero estadounidense conocido por interpretar a Zeke en Zeke y Luther y a Moose, el exnovio de Bailey en The Suite Life on Deck.

## Vida personal
Antes de interpretar a Zeke en Zeke y Luther trabajó en una tienda de skate. Asistió a Santa Monica High School. Se graduó en el 2010. Actualmente reside en Venice Beach, California. Hijo del actor Rick Dano, su abuelo paterno fue el actor Royal Dano y sus bisabuelos maternos eran guionistas/director J. Walter Ruben y la actriz Virginia Bruce. Hutch hizo un comercial a los cinco años, comenzando su carrera como actor.

## Filmografía

### Películas
| Año  | Título                | Personaje      | Notas                               |
| ---- | --------------------- | -------------- | ----------------------------------- |
| 2010 | Ramona and Beezus     | Henry Huggins  |                                     |
| 2010 | Den Brother           | Alex Pearson   | Película Original de Disney Channel |
| 2013 | Feels So Good         | Evan           |                                     |
| 2014 | Zombeavers            | Sam            |                                     |
| 2014 | Congratulations, Josh | Josh           | Cortometraje                        |
| 2015 | Double Daddy          | Lucas          |                                     |
| 2016 | Change of Heart       | Judd           |                                     |
| 2016 | Drowners              | Gary           | Cortometraje                        |
| 2017 | Sunflower             | Blake          | Productor y guionista               |
| 2018 | Behind the Walls      | Michael Harper |                                     |
| 2019 | Disappearance         | Blake          |                                     |
| 2019 | Hoax                  | Justin Johnson |                                     |
| 2023 | As Certain as Dead    | Richard        |                                     |
| TBA  | Down Below            | Daryl          | Postproducción                      |

### Televisión
| Año       | Título                    | Personaje           | Episodios | Notas                                        |
| --------- | ------------------------- | ------------------- | --------- | -------------------------------------------- |
| 2010      | Law & Order: LA           | Luke Jarrow         | 1         | Serie dramática de televisión de NBC         |
| 2009-2010 | The Suite Life on Deck    | Moose               | 2         | Serie Original de Disney Channel             |
| 2009-2012 | Zeke & Luther             | Zeke Falconi        | 73        | Serie Disney XD, Protagonista                |
| 2011      | Peter Punk                | Zeke Falconi        | 1         | Serie Disney XD, Episodio: "El Duelo"        |
| 2011      | White Collar              | Scott Rivers        | 1         | Serie dramática de televisión de USA Network |
| 2011      | Disney Channel Games      | Él mismo            | -         | Miniserie protagonizada por estrellas Disney |
| 2013      | Breaking Fat              | Matt                | 4         | Serie de televisión                          |
| 2016      | The Encounter             |                     | 1         | Serie de televisión de Pureflix              |
| 2017      | Training Day              | Butler              | 1         | Serie de televisión de CBS                   |
| 2017      | Vampirina                 | Gilbert Spookman    | 1         | Serie de televisión de Disney Junior         |
| 2020      | Shameless                 | Dash                | 1         | Serie de televisión de Showtime              |
| 2022      | Secrets of Harridge House | Levi "Lee" Harridge | 1         | Serie de podcast                             |